# Manuele Blasi
Manuele Blasi (Civitavecchia, 17. kolovoza 1980.) bivši je talijanski nogometaš. 

## Nogometna karijera
On je centralni veznjak, svoj debi za Romu doživio je u susretu protiv Piacenze 22. siječnja 2000.
Manuele Blasi igra za talijansku reprezentaciju, za koju je debitirao 18. kolovoza 2004., u prijateljskoj utakmici protiv Islanda.